# Jorge Ramos
Jorge Ramos (Montevideo, Uruguai), és un periodista uruguaià que actualment treballa per a ESPN Deportes i ESPN Latinoamérica. Va començar la seva carrera als Estats Units com a escriptor i editor de La Raza un conegut periòdic en castellà basat en Chicago. Abans d'unir-se a ESPN, ell i Hernan Pereyra co-van presentar, “Locura por el Fútbol” a Univisión Radio.

## Carrera
Actualment Jorge Ramos té un programa nacional en viu de 3 hores en ESPN. El seu programa porta el nom d'èxit, "Jorge Ramos y su Banda". És emès simultàniament en ràdio i televisió de Dilluns a Divendres de 4.00 pm a 7.00 pm EST.
Jorge Ramos és conegut com "el relator d'Amèrica" – el comentarista de les Amèriques – i és sinònim de futbol per a milions d'afeccionats als Estats Units. Ara el famós comentarista en castellà s'uneix a ESPN Deportes Radio com la veu principal de l'alineació de futbol. Amb la seva combinació de marques d'entusiasme i coneixement, Ramos treu punts més fins del joc i els marca amb el seu singular sentit de l'humor en el seu xou diari "Jorge Ramos y su banda".
En la seva il·lustre carrera de trenta anys, Ramos ha servit com a narrador comentarista per a més de 3,000 partits de futbol, incloent 1,400 jocs de la Lliga Mexicana de futbol. Ha cobert quatre Copes del Mundial de FIFA, la Copa Mundial Femenina de Futbol de 2003, dos Copa Amèrica i diverses Eurocopa.
Encara que és conegut pel seu comentari de futbol, Ramos té un coneixement profund de tots els esports que ha posat li front i al centre de grans esdeveniments esportius a tot el món. Aquests inclouen la radiodifusió dels Jocs Panamericans, proporcionant cobertura en profunditat dels Jocs Olímpics de Sydney 2000 i servint com la veu d'espanyol dels Lakers de Los Angeles. Un dels moments més gratificants en la seva carrera va ser proporcionar estel·lars per a la Copa Mundial de Futbol de 1986 – el primer Mundial en castellà per ràdio als Estats Units.
Ell és portaveu de National Automobile Parts Association (NAPA) i va fer un comercial nacional en anglès i espanyol.
Ramos és representat per Shine Entertainment.

## Trajectòria

### A ràdio
- KPLS 830 AM (199?-199?)
- Radio Unica (1998-2004)
- Univisión Radio (2004-2005)
- ESPN Deportes Radio (2005-Setembre 2019)

### A televisió
- Telemundo (1994-2000)
- Univisión (2002-2006)
- Fox Sports en Español (2006-2009)
- ESPN Deportes (2009-presente)
- ESPN Latinoamérica (2013-present)